# Анн-Робер-Жак Тюрго
 Анн Робер Жак Тюрго (фр. Anne Robert Jacques Turgot фр.: [an ʁɔbɛʁ ʒak tyʁɡo], широко відомий як Тюрго, 10 травня 1727, Париж — 18 березня 1781) — видатний французький економіст і політик другої половини XVIII ст., представник класичної політичної економії, напряму фізіократії. Найвагомішим його доробком вважається економічний твір «Роздуми про створення і розподіл багатств» (1766).

## Біографічні дані
Тюрго за походженням дворянин. Його попередники традиційно знаходились на державній службі в Парижі. Згідно з сімейною традицією він як третій син мав отримати духовну освіту. Але після закінчення семінарії і теологічного факультету Сорбонни 23-річний А. Тюрго несподівано вирішив відмовитися від свого призначення для церкви, не бажаючи, за його словами, «все життя носити маску на обличчі», і перейшов на державну службу. На той час цей молодий чиновник добре володів шістьма мовами, круг його інтересів складали філософія, філологія, юриспруденція, природні науки, математика, художня література, поезія.
Вже на початку своєї службової кар'єри в магістраті Парижа А. Тюрго понад усе цікавився економічним станом Франції, що дуже хвилював його. У 25 років він вже посідав судову посаду в паризькому парламенті, а ще через рік — доповідача судової палати, ставши помітною фігурою світських і філософських кругів французької столиці. У ці роки А. Тюрго зближувався з одним з колег — інтендантом торгівлі Венсаном Гурне, дружба з яким, зокрема як з економічним наставником, продовжувалася аж до смерті В. Гурне в 1759 р. Разом з ним він бував в колі друзів Ф. Кене, який проживав, як відомо, в одній з квартир на антресолях Версальського палацу.
Черговим службовим призначенням А. Тюрго в 1761 р. був затверджений на посаді інтенданта (губернатора) в Ліможі (центр провінції Лімузен), яку займав майже 13 років. Представляючи центральну владу у віддаленій провінції, він відав господарськими питаннями, зокрема системою стягування податків. Саме у Лімозький період життя А. Тюрго написав свій головний економічний твір «Роздуми про створення і розподіл багатств» (1766), незавершену роботу «Цінності і гроші» (1769) і інші твори. Всі вони, як очевидно, базувалися на фізіократичних поглядах, а також на принципах ринкових економічних відносин і, перш за все, вільної конкуренції і вільної торгівлі.
У 1774 р. А. Тюрго отримав останнє в своїй службовій кар'єрі призначення, коли король Людовик XVI, що вступив на престол, виділив йому пост морського міністра, а через декілька тижнів перевів на посаду генерального контролера фінансів, рівнозначну посаді міністра фінансів — найважливішому у той час посту у внутрішніх справах королівства.
За 18 місяців перебування на посаді генерального контролера фінансів А. Тюрго хоч і не добився скорочення державних витрат, але зміг провести ряд указів і законопроєктів (едикти), що відкривали можливість для всемірної лібералізації економіки країни. Проте кожне його реформаторське нововведення натрапляло на запеклий опір парламенту, що знаходився під явним впливом придворного оточення, дворянства, духівництва і деякої частини підприємців, що прагнули зберегти своє монопольне положення. Тому реалізація положень едиктів була короткочасною перемогою А.Тюрго і його однодумців. У травні 1776 р. королівський посланець  вручив йому наказ про здачу справ у зв'язку з відставкою, а через три місяці король скасував всі едикти міністра-реформатора.
Головними досягненнями Тюрго-міністра в період реформ виявилися:
- введення вільної торгівлі зерном і борошном усередині країни;
- вільне ввезення і безмитний вивіз зерна з королівства;
- заміна натуральної дорожньої повинності грошовою поземельною податтю;
- скасування ремісничих цехів і гільдій, що гальмували зростання підприємництва в промисловій сфері, і ін.

## Твори
- Lettre à M. l'abbé de Cicé, depuis évêque d'Auxerre, sur le papier supplée à la monnaie, 1749
- Les avantages que la religion chrétienne a procurés au genre humain, Discours prononcé en latin, dans les écoles de la Sorbonne, 1750.
- Tableau philosophique des progrés successifs de l’ésprit humain, Discours prononcé en latin, dans les écoles de la Sorbonne, 1750.
- Plan de deux discours sur l'histoire universelle [Архівовано 6 березня 2010 у Wayback Machine.], 1751
- Plan d'un ouvrage sur la géographie politique [Архівовано 6 серпня 2011 у Wayback Machine.], 1751.
- Fragmens et pensées détachées pour servir à l'ouvrage sur la geographie politique [Архівовано 6 листопада 2011 у Wayback Machine.], 1751
- Lettres sur la tolérance, 1753-4
- " Étymologie ", " Existence ", Expansibilité, " Foires et Marchés ", " Fondation ", " Langues ", 1757, articles dans l’Encyclopédie ou Dictionnaire raisonné des sciences, des arts et des métiers de Diderot et D'Alembert.
- " Éloge de Vincent de Gournay ", Mercure de France, 1759
- Le commerce des grains: Projet de lettre au contrôleur général Bertin sur un projet d’édit, 1763
- Réflexions sur la formation et la distribution des richesses, 1766
- Circulaire aux officiers de police des villes [Архівовано 7 листопада 2011 у Wayback Machine.], 1766
- Observations sur les mémoires de Graslin et Saint-Péravy, 1767
- (Attribué) Lettres sur les émeutes populaires que cause la cherté des bleds et sur les précautions du moment [Архівовано 20 червня 2013 у Wayback Machine.], 1768
- L'impôt indirect: Observations sur les mémoires récompensés par la Société d'Agriculture de Limoges, 1768
- Lettres à Hume, 1768
- Valeurs et Monnaies: Projet d'article [Архівовано 26 травня 2011 у Wayback Machine.], 1769
- Lettres à Dupont de Nemours [Архівовано 8 грудня 2008 у Wayback Machine.], 1766-70
- Mémoire sur les prêts d'argent, 1770
- Lettres au contrôleur général l'abbé Terray sur le commerce de grains, 1770
- Extension de la liberté du commerce des colonies, 1772
- Lettre au contrôleur général [toujours l'abbé Terray] sur la marque des fers, 1773
- Arrêt du Conseil établissant la liberté du commerce des grains et des farines à l'intérieur du royaume et la liberté de l'importation [Архівовано 7 листопада 2011 у Wayback Machine.], 1774
- Mémoire sur les moyens de procurer, par une augmentation de travail, des ressources au peuple de Paris, dans le cas d'une augmentation dans le prix des denrées [Архівовано 3 липня 2012 у Wayback Machine.], 1er mai 1775, 1775
- Des administrations provinciales: mémoire présenté au Roi [Архівовано 17 липня 2014 у Wayback Machine.], 1788
- Mémoires sur le prêt à intérêt et sur le commerce des fers [Архівовано 16 липня 2014 у Wayback Machine.], 1789
- Œuvres de Turgot. T. 1 [Архівовано 16 липня 2014 у Wayback Machine.], T. 2 [Архівовано 16 липня 2014 у Wayback Machine.], (ed. Dupont de Nemours), 1844
- Œuvres de Turgot et documents le concernant., Bd. 5, Paris 1913—1923 (Reprint Glashütten 1972)